# Axel Sager
Axel Mauritz Sager, född den 1 maj 1867 i Trönninge församling, Hallands län, död den 29 december 1914 i Mölndal, var en svensk präst. Han var far till Lennart Sager.
Sager blev student vid Uppsala universitet 1886. Han prästvigdes 1898 och avlade folkskollärarexamen 1899. Sager blev föreståndare och huvudlärare vid Götiska förbundets högre folkskola i Mölndal sistnämnda år och predikant vid sjukhuset i Mölndal samma år. Han var kyrkoherde i Fässbergs församling från 1905.
Axel Sager hette ursprungligen Andersson. Han tog namnet Sager på 1880-talet efter sin mormor som var dotter till bruksförvaltaren Gustaf Sager (1770–1832).